# 2013 par pays en Amérique

## Chili
- 13 mars : inauguration d'ALMA, le plus grand radiotélescope du monde, dans le désert d'Atacama.
- 15 décembre : second tour de l'élection présidentielle, Michelle Bachelet est élue.

## Honduras
- 24 novembre : élections générales.

## Paraguay
- 21 avril : Élections générales paraguayennes de 2013 - élection de Horacio Cartes à la Présidence

## Venezuela
- 5 mars : décès du président Hugo Chávez.
- 14 avril : Nicolás Maduro remporte l'élection présidentielle.